# Associazione Calcio Bellinzona 2022-2023
Questa voce raccoglie le informazioni riguardanti l'Associazione Calcio Bellinzona nelle competizioni ufficiali della stagione 2022-2023.

## Stagione
Nella stagione 2022-2023 il Bellinzona, allenato da David Sesa, Fernando Cocimano, Baldo Raineri, Stefano Maccoppi e Sergio Zanetti, concluse il campionato di Challenge League al 9º posto. In Coppa Svizzera il Bellinzona fu eliminato al secondo turno dal Lucerna.

## Rosa
| N. |                     | Ruolo | Calciatore         |
| -- | ------------------- | ----- | ------------------ |
| 1  | Svizzera (bandiera) | P     | Yuri Klein         |
| 4  | Brasile (bandiera)  | D     | Lucas Peres        |
| 5  | Uruguay (bandiera)  | D     | Franco Romero      |
| 6  | Uruguay (bandiera)  | C     | Andrés Schetino    |
| 7  | Uruguay (bandiera)  | C     | Cristian Souza     |
| 8  | Uruguay (bandiera)  | C     | Thomás Chácon      |
| 10 | Uruguay (bandiera)  | A     | Sergio Cortelezzi  |
| 11 | Svizzera (bandiera) | C     | Matteo Tosetti     |
| 12 | Italia (bandiera)   | P     | Alexander Muci     |
| 13 | Svizzera (bandiera) | D     | Valton Behrami     |
| 14 | Svizzera (bandiera) | C     | Valentino Pugliese |
| 15 | Svizzera (bandiera) | D     | Serkan Izmirlioglu |
| 17 | Svizzera (bandiera) | D     | Bruno Morgado      |
| 19 | Svizzera (bandiera) | A     | Tresor Samba       |
| 20 | Uruguay (bandiera)  | A     | Matías Ocampo      |
| 21 | Svizzera (bandiera) | A     | Ranjan Neelakandan |
| 22 | Svizzera (bandiera) | C     | Siyar Doldur       |

| N. |                           | Ruolo | Calciatore        |
| -- | ------------------------- | ----- | ----------------- |
| 23 | Argentina (bandiera)      | D     | Isaac Monti       |
| 25 | Italia (bandiera)         | P     | Nicolo Abazi      |
| 27 | Costa d'Avorio (bandiera) | C     | Eric Tia          |
| 28 | Svizzera (bandiera)       | D     | Gaetano Berardi   |
| 29 | Svizzera (bandiera)       | C     | Adrian Durrer     |
| 31 | Svizzera (bandiera)       | P     | Jules Cavin       |
| 33 | Svizzera (bandiera)       | D     | Mehmet Manis      |
| 37 | Svizzera (bandiera)       | D     | Fabio Dixon       |
| 45 | Croazia (bandiera)        | D     | Marco Ćurić       |
| 47 | Argentina (bandiera)      | D     | Santiago Miranda  |
| 72 | Italia (bandiera)         | D     | Andrea Padula     |
| 77 | RD del Congo (bandiera)   | P     | Joël Kiassumbua   |
| 88 | Italia (bandiera)         | C     | Tommaso Centinaro |
| 91 | Svizzera (bandiera)       | D     | Dragan Mihajlović |
| 99 | Uruguay (bandiera)        | A     | Rodrigo Pollero   |
|    | Svizzera (bandiera)       | C     | Guélor Samba      |

## Organigramma societario
Area tecnica
- Allenatore: David Sesa, Fernando Cocimano, Baldo Raineri, Stefano Maccoppi, Sergio Zanetti
- Allenatore in seconda: Fernando Cocimano
- Preparatore dei portieri:
- Preparatori atletici:

## Calciomercato

### Sessione estiva
| Acquisti | Acquisti           | Acquisti     | Acquisti |
| R.       | Nome               | da           | Modalità |
| -------- | ------------------ | ------------ | -------- |
| A        | Ranjan Neelakandan | Chiasso      |          |
| D        | Andrea Padula      | Basilea      |          |
| D        | Dragan Mihajlović  | Levski Sofia |          |
| C        | Siyar Doldur       | Sion         |          |
| C        | Samuel Kasongo     | Tolosa       |          |
| D        | Franco Romero      | Volo         |          |
| P        | Alexander Muci     | Lugano       |          |
| D        | Serkan Izmirlioglu | Lucerna      |          |
| C        | Matteo Tosetti     | Sion         |          |
| D        | Gaetano Berardi    | Sion         |          |
| D        | Mehmet Manis       | Basilea II   |          |
| D        | Guillermo Padula   | Sciaffusa    |          |
| A        | Rodrigo Pollero    | Losanna      |          |
| C        | Guélor Samba       | Basilea U18  |          |

| Cessioni | Cessioni             | Cessioni           | Cessioni |
| R.       | Nome                 | a                  | Modalità |
| -------- | -------------------- | ------------------ | -------- |
| C        | Guélor Samba         | Paradiso           |          |
| A        | Oscar Correia        | Étoile Carouge     |          |
| C        | André Edgar          | Sion               |          |
| C        | Marko Bašić          | Lugano II          |          |
| D        | Simone Belometti     | Paradiso           |          |
| D        | Patrick Berera       | AC Arbedo-Castione |          |
| D        | Adriano De Pierro    | Stade Nyonnais     |          |
| A        | Ivan Facchin         | Locarno            |          |
| P        | Ramon Garbani Nerini | Lugano II          |          |
| D        | Bruno Martignoni     | Locarno            |          |
| D        | Loïc Ombala          | Yverdon            |          |
| P        | Ulisse Pelloni       | Locarno            |          |
| C        | Norman Peyretti      | Vevey United       |          |
| A        | Patrick Rossini      | Paradiso           |          |

### Sessione invernale
| Acquisti | Acquisti       | Acquisti    | Acquisti |
| R.       | Nome           | da          | Modalità |
| -------- | -------------- | ----------- | -------- |
| P        | Nicolo Abazi   | Chiasso     |          |
| D        | Valton Behrami | Servette    |          |
| D        | Marco Ćurić    | HNK Gorica  |          |
| C        | Adrian Durrer  | Lugano      |          |
| A        | Matías Ocampo  | River Plate |          |

| Cessioni | Cessioni       | Cessioni        | Cessioni |
| R.       | Nome           | a               | Modalità |
| -------- | -------------- | --------------- | -------- |
| A        | André Ribeiro  | Rapperswil-Jona |          |
| C        | Samuel Kasongo | Rapperswil-Jona |          |

## Risultati

### Challenge League

#### Prima fase, girone di andata
| Arbitro: | Gianforte |

|                |           |  |
| Cortelezzi 66’ | Marcatori |  |

| Arbitro: | Drmic |

|           |           |                       |
| Ahmed 29’ | Marcatori | 90’ (rig.) Cortelezzi |

| Arbitro: | Huwiler |

|                      |           |                                    |
| Cortelezzi 8’ (rig.) | Marcatori | 40’ Ajdini 44’ Bamba 57’, 90’ Okou |

| Arbitro: | Drmic |

|                      |           |                            |
| Ulrich 48’ Hadzi 66’ | Marcatori | 19’ Manis 34’, 88’ Pollero |

| Arbitro: | Huwiler |

|  |           |                                  |
|  | Marcatori | 26’, 61’, 74’ Vladi 79’ Hunziker |

| Arbitro: | Drmic |

|                                |           |           |
| Samba 61’ Romero 71’ Souza 90’ | Marcatori | 22’ Koide |

| Arbitro: | Odiet |

|  |           |          |
|  | Marcatori | 9’ Souza |

| Arbitro: | Staubli |

|                                                      |           |             |
| Zali 30’ Ndau 55’ Silvio 60’ Muntwiler 89’ Maier 90’ | Marcatori | 18’ Pollero |

| Arbitro: | Kanagasingam |

|             |           |                                     |
| Pollero 83’ | Marcatori | 63’ (rig.) Müller 73’ Luan 90’ Vogt |

#### Prima fase, girone di ritorno
| Arbitro: | Huwiler |

|                                          |           |  |
| Ouattara 4’, 40’ Del Toro 28’ Pasche 65’ | Marcatori |  |

| Arbitro: | Thies |

|                                                       |           |             |
| Pollero 6’ Souza 7’ Mihajlović 30’, 33’ Centinaro 69’ | Marcatori | 40’ Wallner |

| Arbitro: | Turkes |

|  |           |                |
|  | Marcatori | 67’ Mihajlović |

| Arbitro: | Huwiler |

|                 |           |                        |
| Gétaz 9’ (aut.) | Marcatori | 71’ Beyer 90’ Sauthier |

| Arbitro: | Turkes |

|                      |           |  |
| Padula 4’ Chácon 10’ | Marcatori |  |

| Arbitro: | Thies |

|                     |           |                |
| Ajdini 62’ Okou 72’ | Marcatori | 90’ Cortelezzi |

| Arbitro: | von Mandach |

|            |           |                |
| Labeau 55’ | Marcatori | 41’ Cortelezzi |

| Arbitro: | Odiet |

|             |           |                       |
| Pollero 48’ | Marcatori | 56’, 61’, 65’ Matoshi |

| Arbitro: | Kanagasingam |

|               |           |  |
| Bobadilla 22’ | Marcatori |  |

#### Seconda fase, girone di andata
| Arbitro: | Huwiler |

|  |           |                           |
|  | Marcatori | 70’ Rodrigues 79’ Hautier |

| Arbitro: | Schärli |

|                                      |           |  |
| Muntwiler 67’ Montolio 71’ Maier 90’ | Marcatori |  |

| Arbitro: | Gianforte |

|  |           |                  |
|  | Marcatori | 10’, 63’ Navarro |

| Arbitro: | Huwiler |

|            |           |                |
| Labeau 35’ | Marcatori | 77’ Cortelezzi |

| Arbitro: | Gianforte |

|                        |           |  |
| Tasar 63’ Gjorgjev 90’ | Marcatori |  |

| Arbitro: | Dedukic |

|  |           |                  |
|  | Marcatori | 57’ (rig.) Hadji |

| Arbitro: | Turkes |

|                       |           |                |
| Dobras 73’ Sasere 90’ | Marcatori | 26’ Cortelezzi |

| Arbitro: | Odiet |

|          |           |                    |
| Samba 4’ | Marcatori | 51’ (rig.) Nuzzolo |

| Arbitro: | Drmic |

|                        |           |  |
| Matoshi 28’ Ndongo 82’ | Marcatori |  |

#### Seconda fase, girone di ritorno
| Arbitro: | Odiet |

|           |           |  |
| Souza 25’ | Marcatori |  |

| Arbitro: | von Mandach |

|           |           |                                                                          |
| Samba 48’ | Marcatori | 7’ (rig.), 11’, 65’ (rig.) Çiçek 16’ Hasler 20’ (rig.) Sasere 61’ Sutter |

| Arbitro: | Thies |

|             |           |                                  |
| Hautier 51’ | Marcatori | 36’ Chácon 83’ (rig.) Cortelezzi |

| Arbitro: | Schärli |

|  |           |            |
|  | Marcatori | 41’ Fazliu |

| Arbitro: | von Mandach |

|                       |           |                  |
| Kalem 67’ Mariani 88’ | Marcatori | 52’ (rig.) Souza |

| Arbitro: | Turkes |

|                                        |           |                      |
| Wallner 36’ (aut.) Souza 38’ Manis 79’ | Marcatori | 63’ Muci 82’ Bahloul |

| Arbitro: | Odiet |

|                                     |           |  |
| Spielmann 5’ Bakayoko 37’ Pinga 87’ | Marcatori |  |

| Arbitro: | Turkes |

|                                |           |  |
| Samba 15’ Souza 31’ Chácon 72’ | Marcatori |  |

| Arbitro: | von Mandach |

|                                                               |           |  |
| Ajdini 2’ Gassama 28’ Mulaj 33’ Danho 62’ Okou 67’ Garcia 90’ | Marcatori |  |

### Coppa Svizzera
| Arbitro: | Wolfensberger |

|            |           |                                    |
| Thönig 60’ | Marcatori | 19’ Souza 37’, 85’ Samba 40’ Manis |

| Arbitro: | Horisberger |

|  |           |             |
|  | Marcatori | 105’ Sorgić |

## Statistiche

### Statistiche di squadra
| Competizione     | Punti | In casa | In casa | In casa | In casa | In casa | In casa | In trasferta | In trasferta | In trasferta | In trasferta | In trasferta | In trasferta | Totale | Totale | Totale | Totale | Totale | Totale | DR  |
| Competizione     | Punti | G       | V       | N       | P       | Gf      | Gs      | G            | V            | N            | P            | Gf           | Gs           | G      | V      | N      | P      | Gf     | Gs     | DR  |
| ---------------- | ----- | ------- | ------- | ------- | ------- | ------- | ------- | ------------ | ------------ | ------------ | ------------ | ------------ | ------------ | ------ | ------ | ------ | ------ | ------ | ------ | --- |
| Challenge League | 37    | 18      | 7       | 1       | 10      | 24      | 33      | 18           | 4            | 3            | 11           | 14           | 38           | 36     | 11     | 4      | 21     | 38     | 71     | -33 |
| Coppa Svizzera   | -     | 1       | 0       | 0       | 1       | 0       | 1       | 1            | 1            | 0            | 0            | 4            | 1            | 2      | 1      | 0      | 1      | 4      | 2      | +2  |
| Totale           | 37    | 19      | 7       | 1       | 11      | 24      | 34      | 19           | 5            | 3            | 11           | 18           | 39           | 38     | 12     | 4      | 22     | 42     | 73     | -31 |

### Andamento in campionato
| Giornata  | 1 | 2 | 3 | 4 | 5 | 6 | 7 | 8 | 9 | 10 | 11 | 12 | 13 | 14 | 15 | 16 | 17 | 18 | 19 | 20 | 21 | 22 | 23 | 24 | 25 | 26 | 27 | 28 | 29 | 30 | 31 | 32 | 33 | 34 | 35 | 36 |
| --------- | - | - | - | - | - | - | - | - | - | -- | -- | -- | -- | -- | -- | -- | -- | -- | -- | -- | -- | -- | -- | -- | -- | -- | -- | -- | -- | -- | -- | -- | -- | -- | -- | -- |
| Luogo     | C | T | C | T | C | C | T | T | C | T  | C  | T  | C  | C  | T  | T  | C  | T  | C  | T  | C  | T  | T  | C  | T  | C  | T  | C  | C  | T  | C  | T  | C  | T  | C  | T  |
| Risultato | V | N | P | V | P | V | V | P | P | P  | V  | V  | P  | V  | P  | N  | P  | P  | P  | P  | P  | N  | P  | P  | P  | N  | P  | V  | P  | V  | P  | P  | V  | P  | V  | P  |
| Posizione | 3 | 3 | 7 | 5 | 7 | 4 | 4 | 5 | 8 | 8  | 6  | 5  | 5  | 5  | 5  | 5  | 6  | 6  | 6  | 8  | 8  | 8  | 8  | 8  | 8  | 8  | 9  | 8  | 9  | 9  | 9  | 9  | 8  | 8  | 8  | 9  |

Legenda:

Luogo: C = Casa; T = Trasferta. Risultato: V = Vittoria; N = Pareggio; P = Sconfitta.

### Statistiche dei giocatori
| Giocatore      | Challenge League | Challenge League | Challenge League | Challenge League | Coppa Svizzera | Coppa Svizzera | Coppa Svizzera | Coppa Svizzera | Totale   | Totale | Totale      | Totale     |
| Giocatore      | Presenze         | Reti             | Ammonizioni      | Espulsioni       | Presenze       | Reti           | Ammonizioni    | Espulsioni     | Presenze | Reti   | Ammonizioni | Espulsioni |
| -------------- | ---------------- | ---------------- | ---------------- | ---------------- | -------------- | -------------- | -------------- | -------------- | -------- | ------ | ----------- | ---------- |
| N. Abazi       | 0                | 0                | 0                | 0                | 0              | 0              | 0              | 0              | 0        | 0      | 0           | 0          |
| V. Behrami     | 9                | 0                | 1                | 0                | 0              | 0              | 0              | 0              | 9        | 0      | 1           | 0          |
| G. Berardi     | 30               | 0                | 8                | 0                | 0              | 0              | 0              | 0              | 30       | 0      | 8           | 0          |
| J. Cavin       | 0                | 0                | 0                | 0                | 0              | 0              | 0              | 0              | 0        | 0      | 0           | 0          |
| T. Centinaro   | 21               | 1                | 7                | 1                | 2              | 0              | 0              | 0              | 23       | 1      | 7           | 1          |
| T. Chácon      | 27               | 3                | 8                | 0                | 2              | 0              | 1              | 0              | 29       | 3      | 9           | 0          |
| S. Cortelezzi  | 24               | 8                | 3                | 0                | 0              | 0              | 0              | 0              | 24       | 8      | 3           | 0          |
| F. Dixon       | 10               | 0                | 3                | 0                | 0              | 0              | 0              | 0              | 10       | 0      | 3           | 0          |
| S. Doldur      | 9                | 0                | 0                | 0                | 1              | 0              | 1              | 0              | 10       | 0      | 1           | 0          |
| A. Durrer      | 7                | 0                | 0                | 0                | 0              | 0              | 0              | 0              | 7        | 0      | 0           | 0          |
| S. Izmirlioglu | 22               | 0                | 1                | 1                | 2              | 0              | 0              | 0              | 24       | 0      | 1           | 1          |
| S. Kasongo     | 1                | 0                | 0                | 0                | 0              | 0              | 0              | 0              | 1        | 0      | 0           | 0          |
| J. Kiassumbua  | 25               | 0                | 2                | 0                | 2              | 0              | 0              | 0              | 27       | 0      | 2           | 0          |
| Y. Klein       | 1                | 0                | 0                | 0                | 0              | 0              | 0              | 0              | 1        | 0      | 0           | 0          |
| M. Manis       | 21               | 2                | 4                | 0                | 2              | 1              | 0              | 0              | 23       | 3      | 4           | 0          |
| D. Mihajlović  | 27               | 3                | 4                | 1                | 1              | 0              | 0              | 0              | 28       | 3      | 4           | 1          |
| S. Miranda     | 19               | 0                | 4                | 1                | 1              | 0              | 0              | 0              | 20       | 0      | 4           | 1          |
| I. Monti       | 24               | 0                | 11               | 0                | 1              | 0              | 0              | 0              | 25       | 0      | 11          | 0          |
| B. Morgado     | 8                | 0                | 1                | 0                | 0              | 0              | 0              | 0              | 8        | 0      | 1           | 0          |
| A. Muci        | 12               | 0                | 2                | 0                | 1              | 0              | 0              | 0              | 13       | 0      | 2           | 0          |
| R. Neelakandan | 5                | 0                | 0                | 0                | 0              | 0              | 0              | 0              | 5        | 0      | 0           | 0          |
| M. Ocampo      | 13               | 0                | 0                | 0                | 0              | 0              | 0              | 0              | 13       | 0      | 0           | 0          |
| A. Padula      | 5                | 0                | 2                | 0                | 1              | 0              | 0              | 0              | 6        | 0      | 2           | 0          |
| G. Padula      | 17               | 1                | 4                | 0                | 2              | 0              | 1              | 0              | 19       | 1      | 5           | 0          |
| L. Peres       | 7                | 0                | 2                | 1                | 0              | 0              | 0              | 0              | 7        | 0      | 2           | 1          |
| R. Pollero     | 31               | 6                | 3                | 0                | 2              | 0              | 0              | 0              | 33       | 6      | 3           | 0          |
| V. Pugliese    | 10               | 0                | 2                | 0                | 0              | 0              | 0              | 0              | 10       | 0      | 2           | 0          |
| A. Ribeiro     | 4                | 0                | 0                | 0                | 1              | 0              | 0              | 0              | 5        | 0      | 0           | 0          |
| F. Romero      | 27               | 1                | 6                | 0                | 2              | 0              | 1              | 0              | 29       | 1      | 7           | 0          |
| G. Samba       | 0                | 0                | 0                | 0                | 0              | 0              | 0              | 0              | 0        | 0      | 0           | 0          |
| T. Samba       | 31               | 4                | 1                | 0                | 2              | 2              | 0              | 0              | 33       | 6      | 1           | 0          |
| A. Schetino    | 15               | 0                | 10               | 0                | 0              | 0              | 0              | 0              | 15       | 0      | 10          | 0          |
| C. Souza       | 30               | 7                | 2                | 0                | 2              | 1              | 0              | 0              | 32       | 8      | 2           | 0          |
| E. Tia         | 12               | 0                | 3                | 0                | 2              | 0              | 0              | 0              | 14       | 0      | 3           | 0          |
| M. Tosetti     | 33               | 0                | 6                | 0                | 2              | 0              | 1              | 0              | 35       | 0      | 7           | 0          |
| M. Ćurić       | 0                | 0                | 0                | 0                | 0              | 0              | 0              | 0              | 0        | 0      | 0           | 0          |